# Rajd Wisły 1984
Rajd Wisły 1984 – 32. edycja Rajdu Wisły. Był to rajd samochodowy rozgrywany od 29 do 30 września 1984 roku. Była to trzecia runda Rajdowych Samochodowych Mistrzostw Polski w roku 1984. Został rozegrany na nawierzchni asfaltowej. Długość rajdu odcinków specjalnych planowano na 406 kilometrów, ale faktycznie zawodnicy przejechali tylko 275 kilometrów i siedemnaście OS-ów. Przyczyną skrócenia rajdu był wypadek załogi numer 36 Jan Wojciechowski, Wojciech Augustowski, którzy na zakręcie uderzyli w drzewo. Zawodnicy jechali samochodem Ford Escort RS 2000. Kierowca zmarł na miejscu, a pilot w drodze do szpitala. Zwycięzcą rajdu został Andrzej Koper.

## Wyniki końcowe rajdu[2][3]
| Miejsce | Kierowca            | Pilot                  | Samochód               | Czas  | Strata | Grupa Klasa |
| ------- | ------------------- | ---------------------- | ---------------------- | ----- | ------ | ----------- |
| 1       | Andrzej Koper       | Jacek Lewandowski      | Renault 5 Alpine       | 44:46 | -      | B-1600      |
| 2       | Błażej Krupa        | Piotr Mystkowski       | Renault 11 Turbo       | 46:08 | +1:21  | A+1300      |
| 3       | Adam Polak          | Mieczysław Sieczkowski | FSO Polonez 2000       | 46:29 | +1:43  | B+1600      |
| 4       | Wiktor Polak        | Małgorzata Bajorska    | Talbot Sunbeam TI      | 46:46 | +2:00  | A+1300      |
| 5       | Paweł Przybylski    | Dariusz Olesiński      | FSO 1500 A             | 48:04 | +3:18  | A-FSO       |
| 6       | Marian Bublewicz    | Ryszard Żyszkowski     | FSO Polonez 2000 Turbo | 49:39 | +4:53  | B+1600      |
| 7       | Czesław Zadygowicz  | Tadeusz Wieczeryński   | Lada 1600 MTX          | 49:44 | +4:58  | B-1600      |
| 8       | Grzegorz Malinowski | Ryszard Plucha         | FSO 1600 A             | 50:31 | +5:45  | A-FSO       |
| 9       | Mariusz Kostrzak    | Witold Bogdański       | Lada VAZ 2103 MTX      | 50:32 | +5:46  | B-1600      |
| 10      | Jerzy Poznański     | Andrzej Wojnar         | Lada 1600 MTX          | 51:48 | +7:01  | B-1600      |